# Димоника
Димоника — биосферный резерват в Республике Конго.

## Физико-географическая характеристика
Биосферный резерват расположен в 50 км от побережья Атлантического океана в центре горной цепи Mayombe с горячим и влажным климатом. Южная граница резервата проходит вдоль основной автотрассы и железной дороги, соединяющий Brazzaville с Pointe-Noire.
В базе данных всемирной сети биосферных резерватов указаны следующие границы резервата 3°57' to 4°29’S; 12°10' to 12°32’E, общая площадь составляет 1360 км², отсутствует зонирование.
Высота над уровнем моря колеблется от 85 до 810 метров.

## Флора и фауна
Биосферный резерват расположен в транзитной зоне между лиственными и вечнозелёными лесами. Основу биологического разнообразия региона составляют тропические леса и саванна, которые восстанавливаются после старой вырубки леса. В восточной части резервата преобладает Gilbertiodendron dewevrei.
На территории резервата зафиксировано 275 видов птиц, включая такие редкие и реликтовые виды как полосатый филин, красноногий пухопёрый сорокопут и Zoothera crossleyi. Кроме того, на территории резервата обитают млекопитающие саванный слон, красный буйвол, мандрил, западная горилла и обыкновенный шимпанзе.

## Взаимодействие с человеком
Территория резервата сильно заселена относительно других сельских регионов страны. По данным 1984 года, здесь проживает более 19 тысяч жителей. У южной границы парка находятся крупные деревни Mvouti, Mpounga и Les Saras, а в самом парке — Dimonika и Makaba.
Местные жители занимаются сельским хозяйством, охотой, рыболовством и золотодобычей. Охота привела к существенному сокращению таких птиц как пятнистогрудый ибис, венценосный орёл, чёрная тёмная цесарка, гладкохохлая цесарка, большой голубой турако и черношлемный калао вдоль основных дорог резервата. Кроме того, в 1991 году проводились исследования о влиянии на резерват золотодобычи.
Специалисты исследовательского проекта BirdLife International выразили сожаление, что резерват не находится в менее густонаселённом месте.